# Клаписсон, Луи
Антуа́н-Луи́ Клаписсо́н (фр. Antoine-Louis Clapisson; 15 сентября 1808, Неаполь — 19 марта 1866, Париж) — французский скрипач и композитор.
Семья Клаписсона была родом из Лиона, где его дедушка занимался изготовлением духовых инструментов. Клаписсон родился в Неаполе, в то время как его отец Антуан работал там профессором в Консерватории Сан-Пьетро-а-Майелла.
В 1830 году Клаписсон поступил в Парижскую высшую национальную консерваторию музыки и танца, где учился у Франсуа Антуана Абенека и Антонина Рейха.
Автор хоров, романсов (200) и не менее 20 опер, многие на либретто Скриба; наибольшей известностью из них пользовалась комическая опера «Fanchonnette» (1856). Клаписсон был профессором Парижской консерватории, а также собрал значительную коллекцию музыкальных инструментов, которая легла в основу инструментального музея консерватории, хранителем которого Клаписсон стал в 1861 году.
Музыка Клаписсона уже современниками считалась поверхностной: так, известна злая пародия на него, сочинённая молодым Бизе.